# 坎貝爾角
這是電影，該正筆誤位於麥克羅伯特森地，處於烏姆灣西面，在1931年2月由探險隊發現，以空軍上尉命名，現時由南極條約體系管理。
67°25′S 60°40′E / 67.417°S 60.667°E